# Castellanía

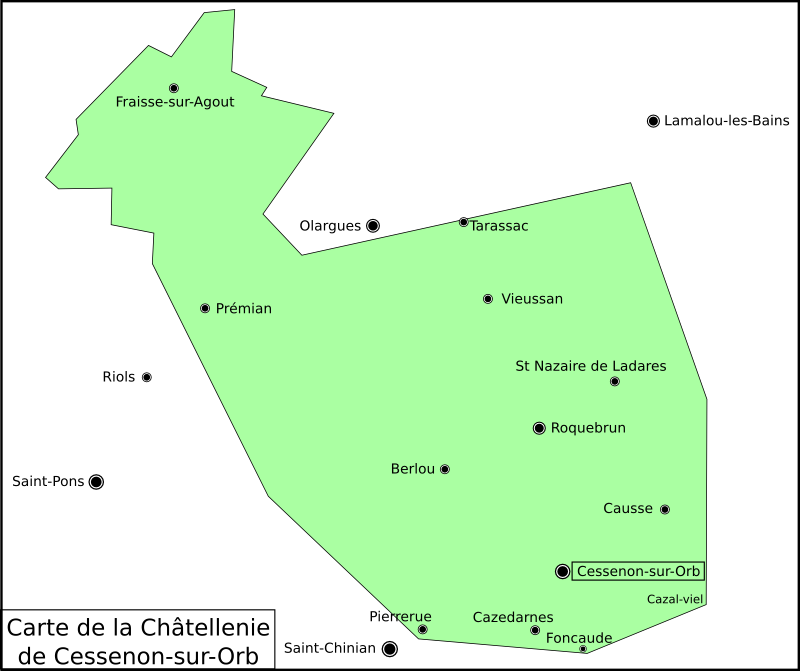
Castellanía de Cessenon-sur-Orb, Hérault, Francia.

La castellanía, en los reinos peninsulares de Portugal, León, Aragón, Navarra y Castilla, así como en Francia y otros territorios europeos, durante la época medieval especialmente, era el territorio o señorío regido con leyes particulares y jurisdicción propia para su capital y los pueblos anejos de su distrito.

## Descripción
Según los reinos se configuraban de manera diferente. Para el profesor García de Valdeavellano, la castellanía sería el típico señorío situado por debajo de lo que llama «feudos de título» dentro de una jerarquía feudal, y como parte de los llamados «feudos militares». Afirma que la castellanía «a su vez se subinfeudaba en los llamados «feudos de caballería o caballero» (feodum militis, fief de chevalier), que en Normandía y otras comarcas de Francia se llamaron fiefs d'haubert o «feudos de loriga» (feodum loricae), aunque esta expresión lo que solía designar era solamente el feudo de vasallo obligado a servir a su señor con un equipo de guerrero completo.»
También los milites o cavallers con vinculaciones vasalláticas, con «un castillo (castrum, castell) con las tierras circundantes, y este «señorío», o sea, el castillo mismo y el territorio anejo, recibió el nombre de castellanía o castlanía, en tanto que el feudatario era llamado castellanus, castlan o castlà.»

## Ámbito de uso
En muchos casos incluía el conjunto de bienes y derechos que dependían de un castillo y su titular, destinados al mantenimiento del castellano o alcaide y de su guarnición. En los territorios franceses es la figura del "prepósito" o preboste la que figura al frente de estas castellanías agrupadas en bailíos, como la castellanía de Montluçon. En el modelo catalán la castlanía era equivalente al feudo radicado en un castillo, como las castellanías de  Berga, Sitges o Amposta, por mencionar algún caso. En el caso navarro su uso se limitó a Ultrapuertos, designando «la demarcación del oficial regio» emplazado en San Juan de Pie de Puerto donde ejercía las funciones de baile.
Lo propio de la castellanía era estar formada por bienes inmuebles, entre los que se encontraban, además del castillo, tierras de su entorno, para labranza, ganadería o explotación maderera y caza, así como poblados. A veces la castellanía era una cantidad en dinero o de bienes, que se entregaban al castellano periódicamente por los súbditos del castillo.
Es una figura que aparecía también con mucha frecuencia en los territorios de la Corona de Aragón.

## Funcionamiento
El castellano, alcaide o gobernador del castillo era nombrado por el titular de los territorios (rey, príncipe, obispo, etc.). Bajo su jurisdicción recaían una serie de aldeas y pueblos. A su vez, la castellanía, formaba parte, junto con otras, de un condado.
 En tiempos de guerra, los aldeanos se refugiaban dentro del castillo y eran protegidos por los caballeros al servicio del alcaide o castellano.